# Lago Baalen
El lago Baalen (en alemán: Baalensee) es un lago situado al norte del distrito rural de Alto Havel —junto a la frontera con el estado de Mecklemburgo-Pomerania Occidental—, en el estado de Brandeburgo (Alemania), a una elevación de  metros; tiene un área de  hectáreas. 
El navegable río Havel fluye a través del lago Baalen, proveniente del lago Röblin.